# Ambros Supersaxo
Ambros Supersaxo (Saas-Fee, 1853 - Saas-Fee, 1932) foi um guia de alta montanha, suíço, que fez várias cordadas com Henry Seymour King.
Durante o seu período como alpinista realizou ou tentou várias primeiras ascensões principalmente no Maciço Alpino, Dolomitas e ainda mais frequentemente na Engadina e no Oberland bernês.

## Ascensões
- 1882 - Primeira ascensão da face nordeste do Lenzspitze por William Woodman Goodman]] e com  Theodor Andenmatten
- 1885 - Conquista da Aiguille Blanche de Peuterey, com Émile Rey, Aloys Anthamatten e Henry Seymour King
- 1887 - Primeiro percurso da aresta do Rotbrett no Jungfrau, com Louis Zurbrucken e Henry Seymour King
- 1889 - Primeira ascensão do Fletschhorn, com J.D.James